# Иванцов, Вячеслав Алексеевич
Вячеслав Алексеевич Иванцов (род. 1940) — советский партийный и государственный деятель.

## Биография
Родился 8 мая 1940 года в городе Батайске в семье работников железной дороги Алексея Тимофеевича и его жены Клавдии Михайловны.
Трудовую деятельность начал в 1958 году на заводе «Ростсельмаш» — после окончания технического училища № 2 Ростова-на-Дону работал токарем. В 1960 году поступил в Ростовский педагогический институт (ныне Ростовский государственный педагогический университет), который окончил в 1964 году.
С ноября 1964 по сентябрь 1965 года Вячеслав Иванцов служил в рядах Советской армии. После демобилизации работал преподавателем физкультура средней школы № 21, а с 1967 года был завучем. Также некоторое время работал в качестве тренера ДЮСШ города Батайска. В апреле 1968 года назначен инструктором отдела пропаганды и агитации городского комитета КПСС Батайска. С 1969 года работал заведующим орготделом горкома КПСС, в 1971 году избран секретарем, а с 1974 года — вторым секретарём ГК КПСС Батайска.
Окончив Московский юридический институт, с июня 1980 по сентябрь 1981 года находился в командировке в Афганистане. В 1983 году В. А. Иванцов был избран первым секретарем горкома партии Батайска. Затем работа на должности заместителя начальника ГУВД Ростовской области. Из органов внутренних дел Вячеслав Алексеевич Иванцов ушёл в звании полковника. Он продолжил работу в компании, специализирующейся на борьбе с контрафактной продукцией. Затем работал заместителем генерального директора по экономической безопасности строительной компании «Кавказспецстрой».
В настоящее время находится на пенсии.

## Награды
- Награждён орденом «Дружбы народов» и орденом Почёта, а также многими медалями, в числе которых «За трудовую доблесть».
- За безупречную службу в органах МВД РФ награждён именным оружием — пистолетом Макарова.
- Почётный гражданин Батайска (2001).[2]
- в 2017 году был удостоен памятного знака «80 лет Ростовской области».[3]